# Semnal digital

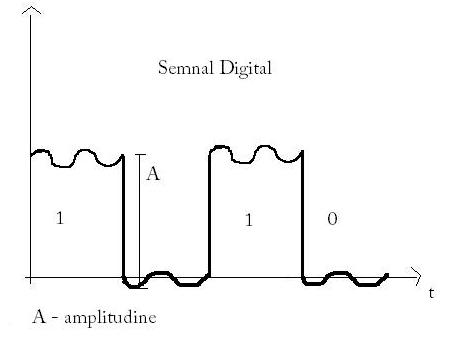
Semnal Digital

Semnalele digitale sunt cele folosite în tehnică, având la bază două valori logice, 0 și 1 (biți), care au fiecare câte o reprezentare în funcție de modul în care sunt transmise. 
Transmisia digitală este de multe ori de preferat celei analogice deoarece este mai puțin afectată de zgomote, fiind deci mai robustă. Datorită trecerilor bruște de la o valoare la alta, se mai spune că este "jumpy"(săltăreață).